# Kugok Kakhun
Kugok Kakhun (XIV/XV w., także Kwigok Kagun; bd) – koreański mistrz sŏn, z linii przekazu mistrza T'aego Pou

## Życiorys
O jego życiu wiadomo bardzo niewiele, gdyż wszystkie biograficzne informacje zostały zniszczone prawdopodobnie w czasie antybuddyjskich działań konfucjańskich władz. 
Był uczniem mistrza sŏn Hwanama Honsu.
Wiadomo także, że napisał Komentarz do interpretacji bramy sŏn (Sŏnmum yomsong sorhwa). Był to bardzo ważny tekst, z którego korzystały następne pokolenia mnichów sŏn.
Jego uczniem był Pyŏkkye Chŏngsim

## Linia przekazu Dharmy zen
Pierwsza liczba oznacza liczbę pokoleń mistrzów od 1 Patriarchy indyjskiego Mahakaśjapy.
Druga liczba oznacza liczbę pokoleń od 28/1 Bodhidharmy, 28 Patriarchy Indii i 1 Patriarchy Chin.
Trzecia liczba oznacza początek nowej linii przekazu w danym kraju.
- 56/29. Shiwu Qinggong (Shishi) (1272–1352)
  - 57/30/1. T'aego Pou (1301–1382) szkoła imje
    - 58/31/2.Hwanam Honsu (1320–1392)
      - 59/32/3. Kugok Kakhun (bd)
        - 60/33/4. Pyŏkkye Chŏngsim (zm. 1492?)
          - 61/34/5. Pyŏksong Chiŏm (1464–1534)
            - 62/35/6. Puyong Yŏnggwan (1485–1567)
              - 63/36/7. Sŏsan Taesa Ch'ŏnghŏ Hyujŏng (1520–1604)